# Zerstörer (Flugzeug)
Ein Zerstörer ist ein Mehrzweckkampfflugzeug, das primär als schweres Jagdflugzeug für die Zerstörung anderer Flugzeuge eingesetzt wird, aber auch andere Aufgaben wie zum Beispiel Luftaufklärung oder Tiefangriffe ausführen kann.

## Deutsche Zerstörer

### Ursprung
Der Ursprung der Entwicklung von Zerstörern liegt in den taktischen Forderungen der Reichswehr, die im Oktober 1932 verabschiedet wurden und als „Rüstungsflugzeug II“ einen einmotorigen, zweisitzigen Jäger, Aufklärer und leichten Bomber beinhalteten. Diese Forderung basierte noch auf Erfahrungen aus dem Ersten Weltkrieg mit Flugzeugtypen wie dem Bristol F.2 Fighter und wurde durch Tests mit modernen Entwürfen wie der Junkers K47 untermauert.

### Begleitschutzkonzept
1934 wurde das Konzept des „Rüstungsflugzeugs III“ entwickelt. Die zugehörige Studie des Führungsstabes der Luftwaffe führte den Begriff „Zerstörer“ für einen zweimotorigen Begleitjäger mit beweglich eingebauter Kanonenbewaffnung, der ein nach vorne und aufwärts ausgerichtetes Schussfeld haben sollte, ein. Aufgabe des Zerstörers war der Begleitschutz für Bomber durch die Bekämpfung feindlicher Abfangjäger. Da bei damaligem Stand der Technik ein schwerer Jäger großer Reichweite leistungsmäßig nicht mit einem leichten Abfangjäger konkurrieren konnte, war die Wahl einer beweglichen Bewaffnung eine Möglichkeit, den Leistungsnachteil wettzumachen. Durch die hohen Anforderungen an Bewaffnung und Reichweite wäre nach diesem Konzept ein Flugzeug von der Größe eines leichten Bombers entstanden.
Die Prioritäten waren im Einzelnen:
1. Geschwindigkeit (400 km/h in 6 km Höhe)
2. Reichweite (2000 km)
3. Steigleistung (15 min auf 6 km)
4. Wendigkeit

### Mehrzweckflugzeugausschreibung
Anfang 1934 trat das Reichsluftfahrtministerium (RLM) an verschiedene Flugzeughersteller (darunter Messerschmitt, Focke-Wulf und Henschel) heran, um ein Mehrzweckflugzeug entsprechend dem Rüstflugzeug II, das die Aufgaben eines Zerstörers erfüllen sollte, konstruieren zu lassen. Die offizielle Ausschreibung wurde im Juni 1934 herausgegeben und forderte einen „Kampfzerstörer“.
Messerschmitt beantwortete die Ausschreibung des RLM mit einer Familie von Flugzeugen, bei denen Triebwerke, Tragflächen und Leitwerke identisch sein sollten, der Rumpf aber für die verschiedenen Aufgaben abgewandelt wurde. Der Zerstörer, abweichend vom ursprünglichen Konzept mit starrer Bewaffnung ausgerüstet, entstand unter der Bezeichnung Bf 110, Aufklärer und Bomber später unter der Bezeichnung Bf 161.
Henschel kritisierte die Ausschreibung, weil aufgrund der Auslegung des Zerstörers kein Leistungsvorteil gegenüber den zu schützenden Bombern zu erwarten sei. Anders als Messerschmitt sah Henschel vor, die unterschiedlichen Aufgaben durch Varianten desselben Flugzeugtyps, der Henschel Hs 124, die sich nur in der Ausführung der Rumpfspitze unterscheiden, zu erfüllen.
Focke-Wulf bemühte sich, alle Anforderungen des RLM mit einem einzigen Flugzeugtyp abzudecken und schuf ein großes, schweres Mehrzweckflugzeug, das aufgrund der begrenzt zur Verfügung stehenden Motorleistung zu den Entwürfen von Messerschmitt und Henschel nicht konkurrenzfähig war. Die Focke-Wulf Fw 57 wurde daher schon im November 1935 aus dem Beschaffungsprogramm der Luftwaffe gestrichen, auch wenn der Bau mehrerer Prototypen weiterhin vorgesehen war.

### Die Bomberrolle entfällt vorübergehend
Als das RLM 1935 eine neue Anforderungen für einen Schnellbomber definierte (500 km/h, 500 kg Bombenlast) und Junkers ein Konzept vorstellte, das sogar 500 km/h Höchstgeschwindigkeit und 1000 kg Bombenlast versprach, wurde nicht länger vorgesehen, den „Kampfzerstörer“ auch als Bomber einzusetzen. Messerschmitts aus der Bf 161 entwickelte Bf 162 und Henschels aus der Hs 124 entwickelte Hs 127 unterlagen in der Schnellbomberausschreibung aber schließlich der Junkers Ju 88. Damit entfiel die Rolle des Bombers für das Zerstörerflugzeug vorübergehend.

### Die Bf 110 wird zum Jäger und Jagdbomber
Im November 1936 entschied sich das RLM schließlich für die Beschaffung der Messerschmitt Bf 110 als Zerstörer und stellte die Weiterentwicklung der Focke-Wulf- und Henschel-Entwürfe sowie der Messerschmitt Bf 161 und Bf 162 ein. Im Juli 1937 erschien die Messerschmitt Bf 110 nicht mehr als Zerstörer, sondern als schwerer Jäger auf dem Lieferplan der Luftwaffe. Im September 1938 forderte Hermann Göring die Entwicklung des schweren Jägers zum Langstreckenflugzeug mit ausreichender Reichweite, um ganz England zu überfliegen. Außerdem wurde die Bf 110 auch als Jagdbomber in Erwägung gezogen, und im April 1940 wurde die erste mit Bombenschlössern ausgerüstete Bf 110 an die Erprobungsstelle Rechlin übergeben.

### Zerstörer der zweiten Generation
Als im Oktober 1938 die taktischen Forderungen für das Nachfolgemodell der Bf 110 – der späteren Me 210 – festgelegt und der Industrie übergeben wurden, wurde der Zerstörer wieder zum Mehrzweck-Kampfflugzeug. Die Me 210 sollte die Schwächen der Bf 110 – niedrige Geschwindigkeit und schwache Abwehrbewaffnung, besonders nach hinten unten – ausgleichen, einen internen Bombenschacht besitzen und mit Sturzflugbremsen ausgerüstet auch als Sturzkampfflugzeug eingesetzt werden.
Im August 1942 wurden die Technischen Richtlinien für Kampfzerstörer formuliert, die als Verwendungszweck angaben:
- Kampfzerstörer gegen Ziele am Boden und in der Luft
- Tag-Schlechtwetterjagd
- Nah-Nachtjagd
- Luftaufklärung im Hauptkampfgebiet.

Die Mehrzweck-Eignung wurde im September 1943 vom Generalstab der Luftwaffe untermauert, der die Me 210 als „Zerstörermaschine, die gelegentlich Schnellkampfaufträge bekommt“, also gelegentlich als Bomber eingesetzt wird, bezeichnete, während die inzwischen aus der Me 210 entwickelte Messerschmitt Me 410 „Zerstörermaschine, die grundsätzlich Schnellkampfaufträge bekommt“, genannt wurde.

### Kriegseinsatz
Die Bf 110 wurde 1939 beim Überfall auf Polen als Jäger gegen die polnischen PZL-Jagdflugzeuge eingesetzt. Obwohl die PZL-Jäger in Wendigkeit und Steigleistung überlegen waren, wies die Bf 110 eine größere Höchstgeschwindigkeit auf und war in der Rolle als Jagdflugzeug erfolgreich. Als Abfangjäger bewährte sich die Bf 110, als Zerstörer dieses Typs im Luftgefecht über der Deutschen Bucht neun britische Bomber abschossen. Dem Offensivkonzept des Zerstörers entsprechend, wurde die Bf 110 auch bei der Besetzung der Niederlande, Belgiens und Norwegens als Angriffsflugzeug gegen Bodenziele, vor allem auf feindlichen Flugplätzen, eingesetzt. Bei der Besetzung Frankreichs erlitt die Luftwaffe zwar schwerere Verluste, aber die Zerstörer konnten leistungsmäßig gut mit den französischen Jagdflugzeugtypen mithalten und bewährten sich abermals im Einsatz.
1940 in der Luftschlacht um England, als die Bf 110 das erste Mal auf die durch Verwendung von 100-Oktan-Treibstoff leistungsgesteigerte Hawker Hurricane und vor allem auf die hochentwickelte Supermarine Spitfire stieß, hatte sie den für den vorgesehenen Einsatz als Zerstörer notwendigen Leistungsvorteil wieder verloren und musste schwere Verluste hinnehmen. 
Beim Überfall auf die Sowjetunion, deren Luftstreitkräfte anfangs vor allem langsame, aber wendige Jagdflugzeuge einsetzten, besaß die Bf 110 erneut den notwendigen Leistungsvorteil, um die Rolle als Zerstörer erfolgreich auszufüllen. Erst im weiteren Verlauf des Krieges ging dieser Vorteil endgültig verloren. Auch im Westen konnte das Nachfolgemuster Messerschmitt Me 410 gegen die vor allem von der USAAF eingesetzten Langstreckenjagdflugzeuge niemals wieder einen Leistungsvorteil erringen.

## Mehrzweckkampfflugzeuge anderer Länder
In Frankreich wurde Anfang der 1930er das Konzept der zweimotorigen B.C.R.-Flugzeuge entwickelt, die ähnlich wie anfangs die deutschen Zerstörer für den Einsatz als Bomber, Jäger und Aufklärer entworfen werden sollten.